# Конвансьон (станция метро)
Конвансьон (фр. Convention) — станция линии 12 Парижского метрополитена, расположенная в XV округе Парижа под площадью Женевьев-де-Голль-Антониоз. Названа по одноимённой улице (фр. Rue de la Convention), на пересечении которой с рю де Вожирар расположена станция.

## История
- Станция открылась 5 ноября 1910 года в составе первого пускового участка тогдашней линии А компании «Север-Юг» (с 1931 года линии 12 Парижского метрополитена) Порт-де-Версаль — Нотр-Дам-де-Лорет.
- Пассажиропоток по станции по входу в 2011 году, по данным RATP, составил 5 780 845 человек[2]. В 2013 году этот показатель незначительно вырос и составил 5 792 331 пассажиров (65 место по уровню входного пассажиропотока в Парижском метро)[3]

## Конструкция
Станция построена по типовому парижскому проекту с изначальным оформлением в стиле компании Север-Юг.

## Галерея
- Лестничный сход